# Markus Reiner
Markus Reiner (Csernovic, Bukovina, 1886. január 5. - Haifa, 1976. április 25.) izraeli tudós, mérnök volt.

## Életrajza
Tanulmányait a bécsi Műszaki Főiskolán végezte. Mérnöki diplomájának megszerzése után hazatért szülővárosába. Az első világháború alatt hidak újjáépítését irányította. A háború után kivándorolt a brit protektorátus alatt álló Palesztinába, ahol általános mérnökként dolgozott. Közreműködött a Szent Sír templom restaurálásánál Jeruzsálemben. Izrael állam megalapítása után a haifai Technion Műszaki Egyetem tanára lett. Tiszteletére alapították a Markus Reiner Mérnöki és Reológiai Tanszéket. 1976. április 25-én halt meg Haifában.

## Tevékenysége
Mérnöki tevékenysége során a Lafayette College-ben dolgozott (Eaton, Pennsylvania), és Eugene Bingham munkatársa lett. Érdeklődése az anyagok folyási tulajdonságai felé fordult. Ekkor javasolta az új tudomány neveként a görög eredetű reológia szót. Πάντα ῥεῖ = minden folyik, idézet Herakleitosztól.
Nevéhez fűződik a Buckingham–Reiner-egyenlet, a Reiner–Riwlin-egyenlet és a Debóra-szám.